# 黃胸雀鯛
黃胸雀鯛（學名：Pomacentrus xanthosternus），是輻鰭魚綱鱸形目雀鯛科雀鯛屬的其中一種，分布於西太平洋印尼千島群島海域，深度1至8公尺，體長可達10公分，棲息在潟湖和近岸珊瑚礁，以浮游生物為食，繁殖期時成對出現，雄魚會守護卵直到孵化，生活習性不明。